# 男闘呼組 LIVE IN YOKOHAMA 1991 vol.1
『男闘呼組 LIVE IN YOKOHAMA 1991 vol.1』（おとこぐみ ライブ・イン・ヨコハマ・ナインティナインティワン・ボリューム・ワン）は、男闘呼組のライブ・ビデオ。

## 概要
1991年4月4日に横浜アリーナで行われたライブが収録されたライブ・ビデオの第1弾であり、1991年7月21日に『男闘呼組 LIVE IN YOKOHAMA 1991 vol.2』と同時に発売された。アルバム『I'm Waiting 4 You』の収録曲を中心に演奏されている。
2003年11月26日には『男闘呼組 LIVE IN YOKOHAMA 1991 vol.2』『男闘呼組 BIG TOUR '89 in DOME』と共に、1991年に発売したライブ・ビデオがDVD化されて2004年1月31日までの期間限定で販売された。

## 収録曲
1. PARTY
作詞：高橋一也　作曲：高橋和也・成田昭次
2. TEARS
作詞：小竹正人・成田昭次　作曲：成田昭次
3. 自分勝手
作詞：高橋一也　作曲：高橋和也・成田昭次
4. OKEY DOKEY DANGEROUS BOYS
作詞・作曲：高橋一也
5. JODY
作詞・作曲：高橋一也
6. LOVE BLUE
作詞：小竹正人・成田昭次　作曲：成田昭次
7. REMEMBER
作詞・作曲：前田耕陽
8. ANGEL
作詞：高橋一也　作曲：高橋一也・成田昭次
9. So Beautiful
作詞・作曲：高橋一也

## 参加ミュージシャン
- 前田耕陽 - ボーカル、キーボード
- 成田昭次 - ボーカル、ギター
- 高橋一也 - ボーカル、ベース
- 岡本健一 - ボーカル、ギター
  - 田中厚 - キーボード
  - ヒラポン（平山牧伸） - ドラム